# Вагабов, Осман Абдулгамидович
Осман Абдулгамидович Вагабов (1981, Махачкала, Дагестанская АССР, РСФСР, СССР — 2010, Махачкала, Дагестан, Россия) — российский кикбоксер, тайбоксер, боец смешанных единоборств, призёр чемпионата мира и Европы по кикбоксингу.

## Биография
Родился в Махачкале, по другим данным в селе Параул Карабудахкентского района. По национальности — кумык. В 1998 году окончил махачкалинскую школу № 34. Является призёром чемпионатов мира и Европы по кикбоксингу. Также провёл несколько боёв по правилам смешанных единоборств. В апреле 2005 года в составе сборной России принимал участие на Чемпионат Мира (WMF) по тайскому боксу среди любителей в Бангкоке. Был убит в Махачкале в 2010 году.

## Достижения
- Международный турнир по кикбоксингу в Санкт-Петербурге 1999 — ;
- Чемпионат России по кикбоксингу 2000 — ;
- Чемпионат мира по кикбоксингу 2000 — ;
- Кубок России по боям без правил 2001 — ;
- Профессиональный чемпионат по боям без правил 2003 — ;
- Чемпионат Европы по кикбоксингу 2004 — ;
- Чемпионат мира по кикбоксингу 2005 — ;